# International Auxiliary Language Association
L'International Auxiliary Language Association (« association pour une langue auxiliaire internationale », abrégée en IALA) est une association américaine active de 1924 à 1953.

## Histoire
L'IALA est fondée en 1924 pour « promouvoir de manière approfondie l'étude, la discussion et la promotion de toutes les questions relatives à l'établissement d'une langue auxilaire, ainsi que les démarches de recherche et d'expérimentation susceptibles de hâter un tel établissement de façon intelligente et sur de solides fondements ». Même si son but initial est de déterminer quel est, parmi les nombreux projets de langue internationale alors en concurrence, le système le plus adapté à la communication internationale, l'association finit par décréter qu'aucun d'entre eux n'est approprié à ce dessein et développe donc sa propre langue, l'interlingua. L'IALA émet des publications sur et dans cette langue jusqu'en 1953, date où ses activités sont incorporées à la nouvelle « section interlinguistique » de la société Science Service (en).

## Logo
Le logo de l'IALA est constitué de douze étoiles dorées disposées en cercle autour d'une image du globe terrestre. Les lettres minuscules « ia », qui sont les deux premières initiales du nom de l'association, sont superposées à ce globe, au-dessus des mots « Interlingua de IALA », écrits en plus petite taille et de couleur noire.